# Beatriz de Albon
Beatriz, condesa de Albon y delfina de Viennois (1161-1228) se convirtió en condesa y en delfina en 1162 a la muerte de su padre, Guigues V.
Se casó con Hugo III, duque de Borgoña en 1183 y tuvieron tres hijos:
- André Guigues VI (1184-1237), delfín de Viennois
- Matilde (1190-1242), casada en 1214 con Juan I, conde de Châlon y Auxonne (1190-1267)
- Ana (1192-1243), casado en 1222 con Amadeo IV (1197-1253), conde de Saboya